# Konflikt plemienny w Sudanie
Konflikt plemienny w Sudanie – rywalizacja koczowniczych plemion Sudanu o dobra naturalne zapoczątkowane w 2009. Konflikt przyniósł tysiące ofiar i setki tysięcy ludzi, którzy opuścili swoje miejsce zamieszkania. Większość ataków i walk miało miejsce na terenie dzisiejszego Sudanu Południowego.

## Przyczyny
Podłożem konfliktu koczowniczych plemion w Sudanie była przede wszystkim chęć zagarnięcia ziem z ograniczonymi zasobami naturalnymi, posiadających wodę pitną, żyzne pastwiska, wobec kurczących się terenów. Ponadto obszary walk dotknięte były suszą. Wrogie plemiona dokonywały także napadów łupieżczych w celu zagarnięcia zwierząt np. bydła. Inną przyczyną były waśnie na tle etnicznym. Sudan był ponadto krajem bardzo niestabilnym ze względu na skutki II wojny domowej i wojny w Darfurze, więc władze centralne nie były w stanie zapewnić należytego bezpieczeństwa swoim obywatelom.

## Przebieg
Pierwsze regularne walki plemienne trwały od początku 2009. Napady koczowniczych plemion na osady na południu kraju przez pierwsze trzy miesięcy kosztowało życie 900 osób, w większości kobiet i dzieci. Rywalizacja toczyła się głównie między pasterzami z plemienia Misseriya i Rizeigat, które to organizowały zbrojne bojówki.
Do pierwszego walnego starcia bojówek plemiennych doszło 26 maja 2009 pod Majram w Kordofanie Południowym. 3000 bojowników na koniach z plemienia Rizeigat zaatakowała nomadów z plemienia Misseriya pod wsią Majram. Podczas bitwy interweniowała sudańska policja, która utworzyła strefę buforową między plemionami. W bitwie zginęło 89 zaatakowanych bojowników Misseriya, 80 jeźdźców Rizeigat oraz 75 interweniujących policjantów. Po walkach sudańskie władze poprosiły plemiona, by przeniosły się na odległość co najmniej 5 km od siebie, by zapobiec nowym walkom. Mimo to sytuacja pozostaje napięta.
12 czerwca 2009 bojówki plemienia Jikany Nuer zaatakowali konwój ONZ eskortowany przez Ludową Armię Wyzwolenia Sudanu (SPLA). Konwój z żywnością Światowego Programu Żywnościowego (WFP) miał nieść pomoc dla od 18 000 do 135 000 osób przesiedlonych w wyniku walk plemiennych. Jednak Jikany Nuer oskarżyli ONZ o transportowanie broni dla wrogich plemion. Toteż zażądali przeszukania transportu płynącego rzeką Sobat. W czasie przeszukiwań, mimo iż nie znaleziono broni, wywiązała się walka z żołnierzami SPLA. W wyniku walki zginęło 40 żołnierzy SPLA, a 30 odniosło rany. Bojówki zatopiły 735 ton żywności.
2 sierpnia 2009 członkowie plemienia Murle dokonały ataku na Lou Nuer w celu pozyskania żywności, gdyż po czerwcowym incydencie w regionie panował kryzys żywnościowy. W walkach pod Akobo w stanie Jonglei zginęło 185 osób w większości Lou Nuer, a także 12 interweniujących żołnierzy SPLA.
20 września 2009 miał miejsce rajd bojówek Lou Nuer na Dinków. Napastnicy zaatakowali, kiedy mieszkańcy wioski Duk Padiet byli w kościele. Agresorzy spalili 260 domów, po czym przystąpili do rzezi. Bojownicy zabili 51 mieszkańców Duk Padiet. Na miejsce masakry przybyło wojsko, które wdało się w walkę z napastnikami. Siły bezpieczeństwa zabiły 23 bojowników. Natomiast straty wojska sudańskiego sięgały 28 zabitych. Poprzez ogromny pożar wioski tysiące mieszkańców było zmuszonych do ucieczki. Liczba zabitych w 2009 w sudańskich walk plemiennych osiągała 1200.
2 stycznia 2010 Lou Nuer napadli na pastwiska Dinka w stanie Warrap, w czego wyniku zginęło 139 osób, a 54 zostało rannych. Najeźdźcy skradli 5 tys. zwierząt.
23 kwietnia 2010 w Darfurze Południowym po miejscowością Balballa doszło do starcia SPLA z bojówkami Rezeigat i armii Sudanu. W walce udział mieli brać członkowie plemion arabskich, którzy szukali nowych obszarów na pastwiska. Żołnierze SPLA twierdzą, iż nie walczyli z plemionami arabskimi. Przywódcy plemienni podali, że stracili 58 bojowników. Do końca kwietnia w 2010 na terenie Sudanu Południowego z powodu rywalizacji plemiennej zginęło ponad 400 osób.
W dniach 9-10 listopada 2010 bojówki Misseriya walczyły z armią w Darfurze Południowym w górskich obszarach pod miastem Kass. Armia w potyczce użyła lotnictwa. W grudniu 2010 bojownicy Misseriya zatrzymali w Kordofanie Południowym 150 samochodów, biorąc w niewolę ok. 1000 osób, podróżujących z Chartumu do Sudanu Południowego. Były to działania, by zakłócić przebieg referendum niepodległościowe w Sudanie Południowym w styczniu 2011.
W dniach 7-9 stycznia 2011 w Abyei doszło do walk arabskich koczowników Misseriya z Dinkami, walki spowodowały dziesiątki zabitych, a celem arabskich nomadów było przeszkodzenie w przeprowadzenie referendum, które odbyło się w dniach 9-15 stycznia 2011.
Punktem zapalnym między Sudanem a Sudanem Południowym były spory rejon Abyei. Były to jedyne tereny bogate w ropę naftową na terenie Sudanu. Tereny te zamieszkiwały plemiona Dinka stanowiących większość na Południu Sudanu. Ich sąsiadami z północy byli arabscy pasterze Misseriya, którzy chcieli wypasać swoje bydło na dobrych pastwiskach w Abyei. Przez to dochodziło niejednokrotnie do konfliktów etnicznych. 27 lutego 2011 w Abyei doszło do szturmu koczowników Misserija na posterunek policyjny. Zginęło wówczas 10 osób. Jednocześnie w Jonglei doszło do bitwy rebeliantów Athora z armią Sudanu Południowego. Zginęło 110 osób, w większości wojskowi i rebelianci, w tym 12 cywilów. 2 marca 2011 milicje plemienne po raz kolejny zaatakowały Abyei – zginęło 30 osób, setki mieszkań zostało spalonych. W wyniku rajdów, 25 tys. cywilów ciekło na południe Sudanu. W prowincji Jonglei doszło do walk plemion Ayual i Dinka, w wyniku czego zginęły 22 osoby. ONZ wysłało do tej prowincji 100 żołnierzy rozjemczych. Abyei został zaanektowany przez wojsko Sudanu 21 maja 2011.
18 sierpnia 2011 członkowie plemienia Murle dokonali potężnego napadu na wrogie plemię Nuerów w Uror County i w dystryktach Peiri i Pulchuol na północy stanu Jonglei. W wyniku bezlitosnego rajdu bojówek Murle zginęło aż 640 osób, 861 zostało rannych, porwano 208 dzieci. Bojownicy spalili 7924 domy i ukradli 38 tys. sztuk bydła. Z terenu ataku uciekło 26 tys. osób. Większość zabitych to dzieci i kobiety. Świadkowie zdarzeń mówili o prawdziwej rzezi, a dziesiątki wiosek uległy doszczętnej dewastacji. Był to dotąd najbardziej krwawy atak plemienny podczas południowosudańskiego konfliktu plemiennego.
Na początku stycznia 2012 Sudan Południowy pogrążony był w walkach etnicznych. Do masakry Murle w wykonaniu bojowników Lou Nuer doszło w Piborze, gdzie w dniach 31 grudnia 2011 – 2 stycznia 2012 zginęło 3 tys. ludzi, a 50 tys. ludzi uciekło z miasta. Tymczasem nie lepiej sytuacja przedstawiała się na pograniczu. Z powodu głodu i niedożywienia według Organizacji Narodów Zjednoczonych, blisko 417 tys. osób zostało wysiedlonych, z czego 80 tys. uciekło w głąb Sudanu Południowego, co podsycało tamtejszy konflikt.
W styczniu 2013 doszło do wznowienia konfliktu plemiennego na terytorium Darfuru. Dochodziło bowiem do walk między arabskimi plemionami Beni Hussajn i Rizeigat o kontrolę nad kopalnią złota El Sireaf. Walki spowodowały 510 ofiar, 865 osób rannych, migracje 130 tys. osób i zniszczenie 68 wiosek. Do ponownej bitwy w El Sireaf o kopalnie złota doszło 24 lutego 2013, kiedy to łącznie zginęło 51 osób.
W marcu 2013 na tereny bitwy o kopalnię złota, rząd sudański wysłał mediatorów, którzy mieli zakończyć konflikt i pojednać strony. W ramach procesu pokojowego, odbudowano i otworzono zniszczone drogi do El Sireaf, by transportować pomoc kryzysową dla ludności cywilnej.
3 kwietnia 2013 w Darfurze, tuż przy granicy z Czadem wybuchły starcia między plemionami Misserija i Salamat. Przyczyną wybuchu walk był rabunek na członkach plemienia Salamat. Po pierwszym dniu walk, podjęto mediację między stronami, jednak zakończyła się ona fiaskiem. W związku z tym 4 kwietnia 2013 Misserija spaliło lokalne biuro rządowe w Abugaratil, na południe od Umm Dukhun. 8 kwietnia 2013 walki ogarnęły Gerlię, Umm Sauri i Abugaratil. Walki trwały do 12 kwietnia 2013. Zginęło w nich 163 osoby, a 50 tys. ludzi salwowało się ucieczką do Czadu.
4 maja 2013 doszło do potyczki plemiennej między Misserija i Dinka w Abyei. W walkach o terytorium zginęło 17 bojowników Misserija, jeden Dinka i dwóch interweniujących żołnierzy ONZ. Z kolei pod koniec maja 2013 w Południowym Darfurze doszło do walk między plemionami Al-Gimir i Bani Halba, kiedy ci drudzy zaatakowali plantacje akacji, wykorzystywanej do produkcji gumy arabskiej. Bani Halba w ataku wykorzystali 30 pojazdów wojskowych oraz koni. W walkach zginęły 94 osoby, 1200 domów zostało spalonych, a 6,5 tys. ludzi uciekło ze swoich domostw.